# Віттенберг
Віттенберг (Лютерштадт) (нім. Lutherstadt Wittenberg), місто (нім. Kreisstadt) у Німеччині, федеральна земля (нім. Bundesland) Саксонія-Ангальт, на річці Ельба. Районний центр однойменного району. Розташоване за 100 км від Берліна, і за 70 км від Лейпцига. У XVI столітті було великим центром культурного і політичного життя Німеччини, зіграло помітну роль на початку Реформації, було місцем діяльності Мартіна Лютера, Філіппа Меланхтона і Лукаса Кранаха, а також сім'ї відомих середньовічних юристів Карпцових. Місцеві визначні пам'ятки Лютергаус, Меланхтонгаус і Замкова церква  внесені до списку світової культурної спадщини ЮНЕСКО. Було центром князівства Саксон-Віттенберзького, в XVI столітті у Віттенберзі знаходилася резиденція курфюрста Саксонського.
Площа — 240,32 км2. Населення становить 44 984 ос. (станом на 31 грудня 2021).
Хімічна, гумова, електротехнічна промисловість. Університет. Вперше згадується в 1180 році.

## Історія
Перша згадка про Віттенберг відноситься до 1180 року, як про поселення фламандських колоністів під владою роду Асканіїв. У 1260 році воно стає резиденцією герцогів Саксон-Віттенберзьких, в 1293 році отримує права міста. У наступні столітті завдяки своєму розташуванню місто стає важливим торговим центром.
З припиненням роду Асканіїв Саксонія-Віттенберг переходить до родини Веттинів. Наприкінці XV століття Віттенберг стає важливим політичним і культурним центром регіону, коли в ньому розміщується резиденція курфюрста Саксонського Фрідріха III Мудрого. Місто розширюється; в 1486–1490 роках збудовано другий міст через Ельбу, у період 1496–1506 років — Замкову церкву (Шлосскірх), тоді ж було перебудовано замок.
1502 року засновано Віттенберзький університет, який стає домівкою для таких мислителів як Мартін Лютер (професор богослов'я з 1508 року), і Філіпп Меланхтон (професор грецької мови з 1518 року).
31 жовтня 1517 року Лютер вивісив на дверях Замкової церкви 95 тез проти продажу індульгенцій, що стало початком протестантської Реформації.
У 1760 році під час Семирічної війни Віттенберг, окупований прусськими військами, потрапив під обстріл австрійських військ. Історична Замкова церква під час цих подій була повністю зруйнована, у тому числі і Двері тез. Замкова церква і Двері тез, що існують согодні, є реконструкцією XIX століття.
У 1806 році місто захопили французи. 1813 року міські укріплення перебудовано за наказом Наполеона. Того ж року Наполеон закривав Віттенберзький університет.
1814 року місто взяли прусські війська під командуванням Тауенціна, який отримав на честь цієї події титул «фон Віттенберг». Також на честь цієї події названа Віттенберзька площа (Віттенбергплац) у Берліні. Діяльність колишнього Віттенберзького університету переноситься до міста Галле.
У 1815 році Віттенберг входить до складу Пруссії, провінція Саксонія. Він залишається фортецею третього класу аж до реорганізації німецьких військ із заснуванням Німецької імперії в 1871 році. У 1873 році укріплення Віттенберга знищені.
У 1922 році приймається рішення про перейменування міста на «Лютерштадт Віттенберг», однак через низку формальностей це перейменування відбувається тільки 1938 року. В даний час саме ця назва міста є офіційною.
У період націонал-соціалістичного правління, 13 червня 1935 року, відбувається випадковий вибух на заводі вибухових речовин Райнсдорфер, який спричинив багато смертей. Того ж року будується фабрика Арадо, для чого використовується рабська праця, у тому числі ув'язнених жінок з концтабору Равенсбрюк. У 1936 році у Віттенберзі розміщується гарнізон вермахту. Під час «Кришталевої ночі» 1938 року у Віттенберзі проходять погроми єврейських магазинів і квартир, потім євреї були депортовані.
Під час Другої світової війни Віттенберг, на відміну від багатьох історичних німецьких міст, практично не постраждав. Популярна легенда свідчить, що на статуях Лютера і Меланхтона на історичній Ринкової площі залишилися сліди від радянських куль, проте насправді під час міських боїв у 1945 році статуя Лютера взагалі перебувала не у Віттенберзі, а за декілька кілометрів на північ від міста. Репутація Віттенберга як міста, яке зовсім не потрапило під бомбардування, не зовсім точна — в його околицях знаходилася фабрика Арадо, яка виробляла авіаційні запчастини для Люфтваффе. На цій фабриці використовувалася примусова праця євреїв, радянських військовополонених, політичних в'язнів, а також кількох американських військовополонених. Близько тисячі з них загинули під час англо-американських бомбардувань. Також в 1944 році під час бомбардувань постраждали кілька будинків, і вокзал, а в 1945 році, перед появою радянських військ, підірвано міст через Ельбу.
26 квітня 1945 року Віттенберг був зайнятий Радянською армією, і з утворенням в 1949 році НДР увійшов до її складу. Радянські окупаційні власті проводять політику денацифікації, організовують у Віттенберзі примусові роботи з відновлення підірваного моста через Ельбу. У повоєнні роки відбулася масова міграція до міста німецьких біженців із втрачених для Німеччини територій на схід від Одеру-Нейсе, і також з Судетів, що викликало сильний брак житла. У 1957–1963 роках велося активне житлове будівництво. 5 грудня 1979 року в рамках «одностороннього виведення радянських військ» з Віттенберга пішла 6 гвардійська танкова дивізія Радянської армії.
У 1989 році Віттенберг приєднується до масових протестів, які тривали аж до знесення Берлінської стіни. Із об'єднанням Німеччини в 1990 році місто увійшло до ФРН. Наслідки для Віттенберга, однак, виявилися не безхмарними: масове закриття підприємств, високе безробіття, і від'їзд з міста багатьох жителів, особливо молоді. З іншого боку, влада ФРН, у рамках програми з вирівнювання рівня життя колишньої Східної та колишньої Західної Німеччини, оновила транспортну та туристичну інфраструктуру Віттенберга.
Остаточний вивід радянських військ з міста відбувся 1993 року.

## Визначні місця
До числа головних туристичних визначних пам'яток міста Лютерштадт Віттенберг відноситься Церква всіх святих, або Замкова церква (Шлосскірха), побудована в період 1496–1506 років. За легендою, в 1517 році до дверей її головного входу Мартін Лютер прикріпив свої 95 тез. Велика частина свідомого життя Лютера, «батька» німецького протестантизму, пройшла в Віттенберзі, на березі Ельби. Великий німецький реформатор — чернець, проповідник і доктор богослов'я, який читав курс лекцій у Віттенберзькому університеті — прославився на всю Німеччину в один день. Згідно з легендою, 31 жовтня 1517 року Мартін Лютер вивісив на дверях віттенберзької Замкової церкви свої 95 тез проти індульгенцій. По суті, у тезах були сформульовані основні положення нового релігійного учення, які заперечували багато догм католицької церкви. Втім, у наш час деякі історики засумнівалися в тому, що Лютер дійсно особисто вивісив на дверях Замкової церкви свої знамениті 95 тез.
Як би там не було, але всі екскурсії у Віттенберзі починаються саме біля дверей Замкової церкви.
Міській церкві Віттенберга, у якій в 1521 році вперше пройшла протестантська служба, пощастило більше. Вона дійшла до нас майже в первозданному вигляді. Добре зберігся і будинок, у якому жив і працював Мартін Лютер, і його особисті кімнати. Зовні будинок більше схожий на заміську резиденцію якогось курфюрста, ніж на будинок у звичному розумінні цього слова. Всередині знаходиться найбільший у світі музей, присвячений історії Реформації. Будинок примітний ще й тим, що в ньому Лютер завершив переклад Біблії німецькою мовою. Церква була серйозно пошкоджена в 1760 році під час Семирічної війни, потім перебудовувалася, а остаточно була відновлена в період 1885–1892 років. Історичні дерев'яні двері, до яких Лютер прикріпив свої тези, згоріли в 1760 році. У 1858 році замінено на бронзові двері, на яких відлитий текст 95 тез на латині.
До XIV століття відноситься віттенберзька Міська церква Святої Марії (Штадткірха), у якій часто проповідував Лютер.
На околиці історичного Старого міста розташований «дуб Лютера», посаджений на місці, де Лютер спалив у 1520 році папську буллу про своє відлучення від церкви. Ця подія відбулася поряд з колишніми міськими Ельстерськіми воротами.
Верліцький парк (за 20 км від центру Віттенберга) — друге місце, куди прагне потрапити кожен гість Саксонії-Ангальт. Парк німці нерідко називають «Gartenreich», тобто садове царство. Верліцький парк під Дессау (площа — 112 га) з палацом Леопольда III, побудованим в 1773 р., вважається одним з найкрасивіших англійських парків Європи. Під час подорожі князя Франса фон Ангальт-Дессау по Англії йому так сподобався стиль місцевих парків, що і в своїй землі він вирішив неодмінно влаштувати щось подібне. Втілити цю ідею князю допоміг його друг — архітектор Фрідріх Вільгельм фон Ердманнсдорф. Він спроєктував майже всі будівлі Англійського парку: і Верліцький замок, і Галерею в Сірому будинку, і синагогу і безліч інших об'єктів у стилі класицизму і готики. Декілька західніше замку розкинулося штучне озеро, до якого примикають численні канали. Куди вони ведуть, гості парку можуть з'ясувати самостійно, взявши на прокат гондолу.
Зовнішність парку постійно змінюється залежно від пори року і навіть діб. Тут росте багато екзотичних квітів і сезонних рослин — відцвітають одні, зацвітають інші.
Дуже таємниче виглядає острів Троянд. Він невеликий, одночасно на ньому можуть перебувати не більше 400 осіб.

## Клімат
Середньорічна температура +8,7 градусів Цельсія. Січень −0,8, квітень +7,9, червень +16,6, вересень +14, грудень +0,8.
Опади 563 мм.

## Міста-побратими
- Геттінген, Німеччина, з 1988
- Бреттен, Німеччина, з 1990
- Спрингфілд, Огайо, США, з 1995
- Бекешчаба, Угорщина, з 1999
- Хадерслев, Данія, з 2004

## Цікаві факти
- Саме у Віттенберзькому університеті навчався принц Данський — головний герой трагедії Шекспіра «Гамлет».
- У Віттенберзі жив легендарний доктор Йоганн Фауст, прототип головного героя відомого твору Й. В. Гете.
- Віттенберг згадується в пісні «With spell of Inferno» польської метал-групи «Behemoth», згадка пов'язана з фаустовським сюжетом.

## Люди
У місті народилися:
- Ердман Йоганн Фрідріх (1778—1846) — німецький вчений.
- Пухова Ірина Петрівна (1947) — інженер-будівельник, лавреат Шевченківської премії.

У місті померли:
- Даніель Зеннерт (1572—1637) — німецький філософ і лікар.

## Галерея

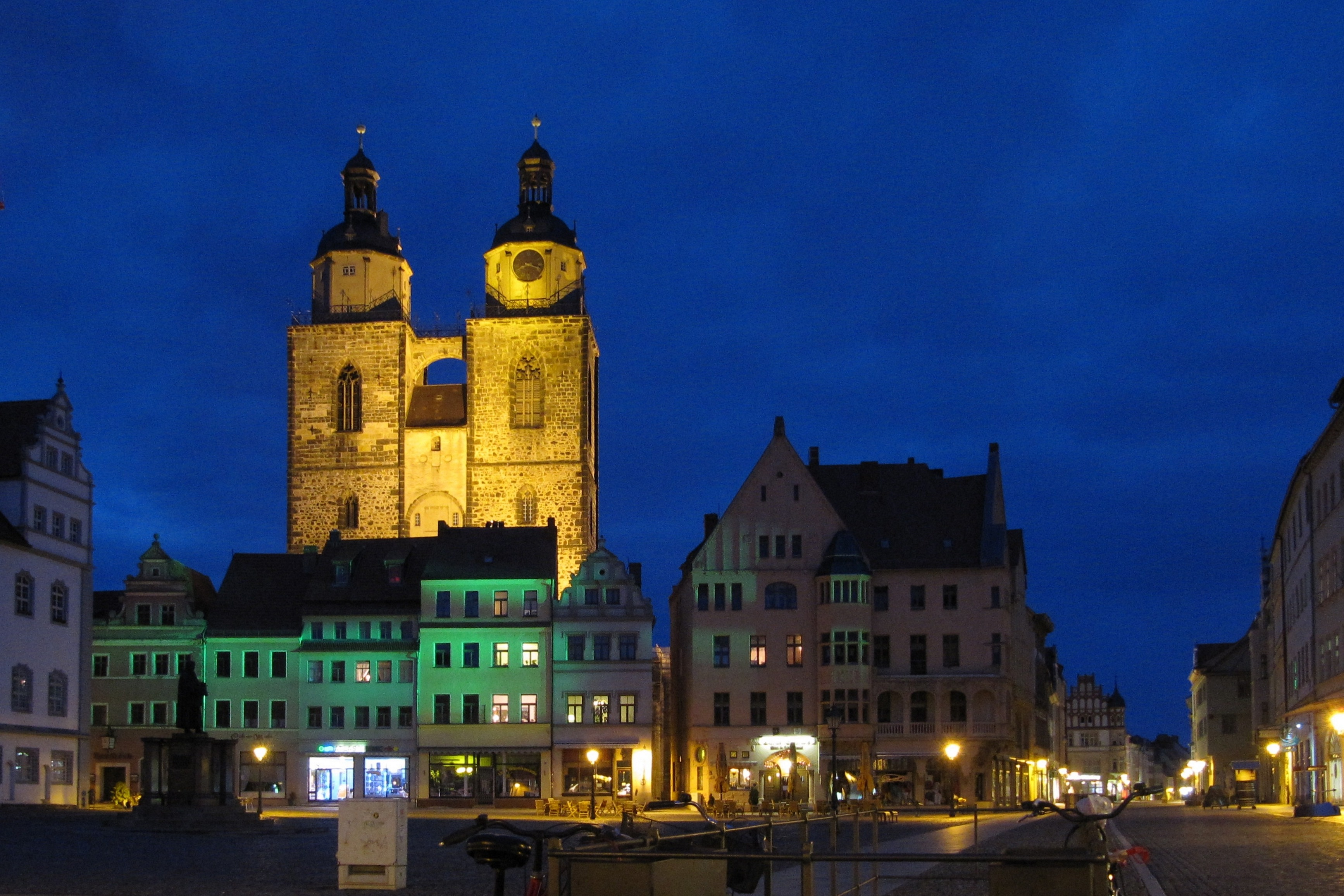
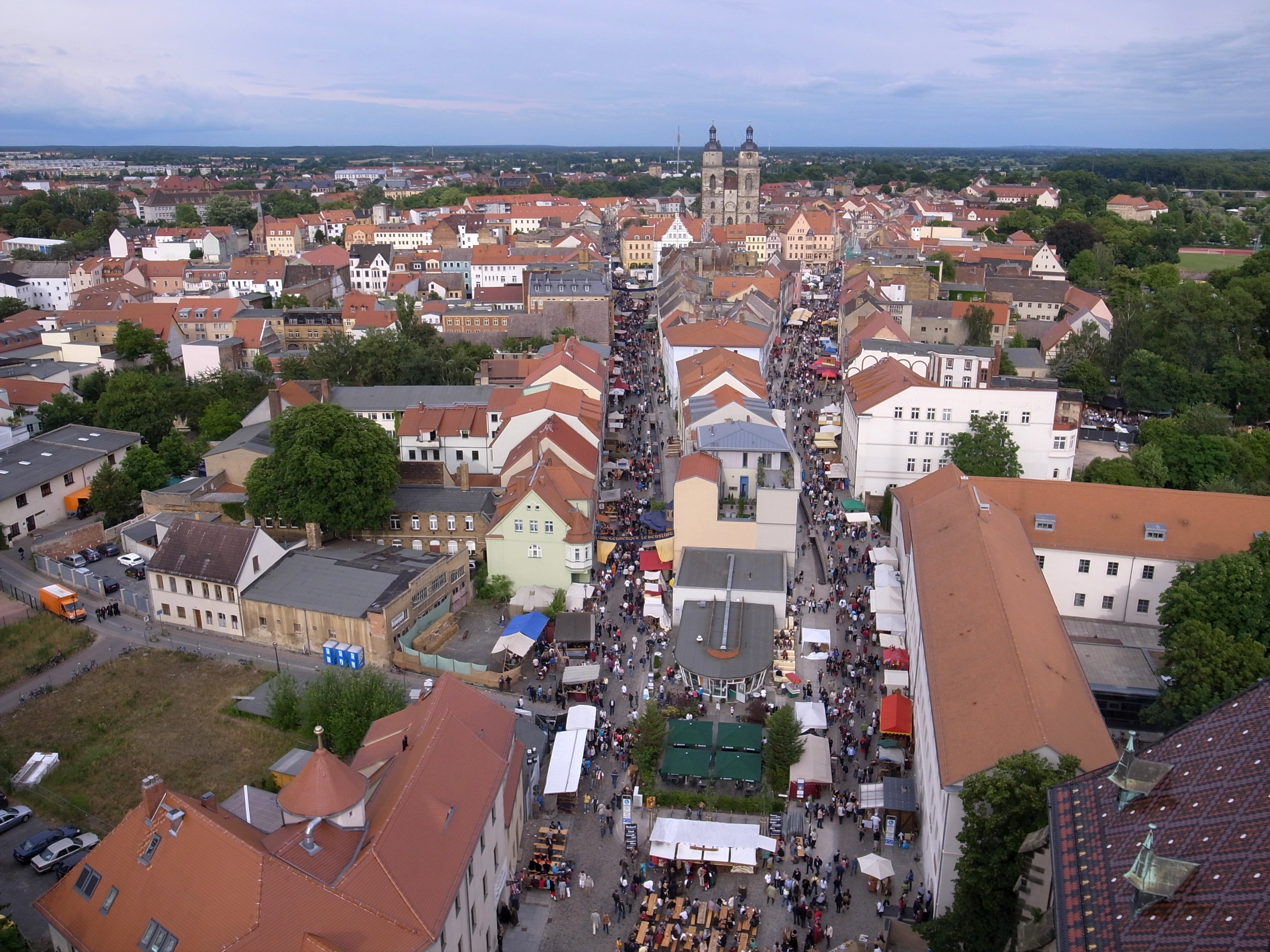
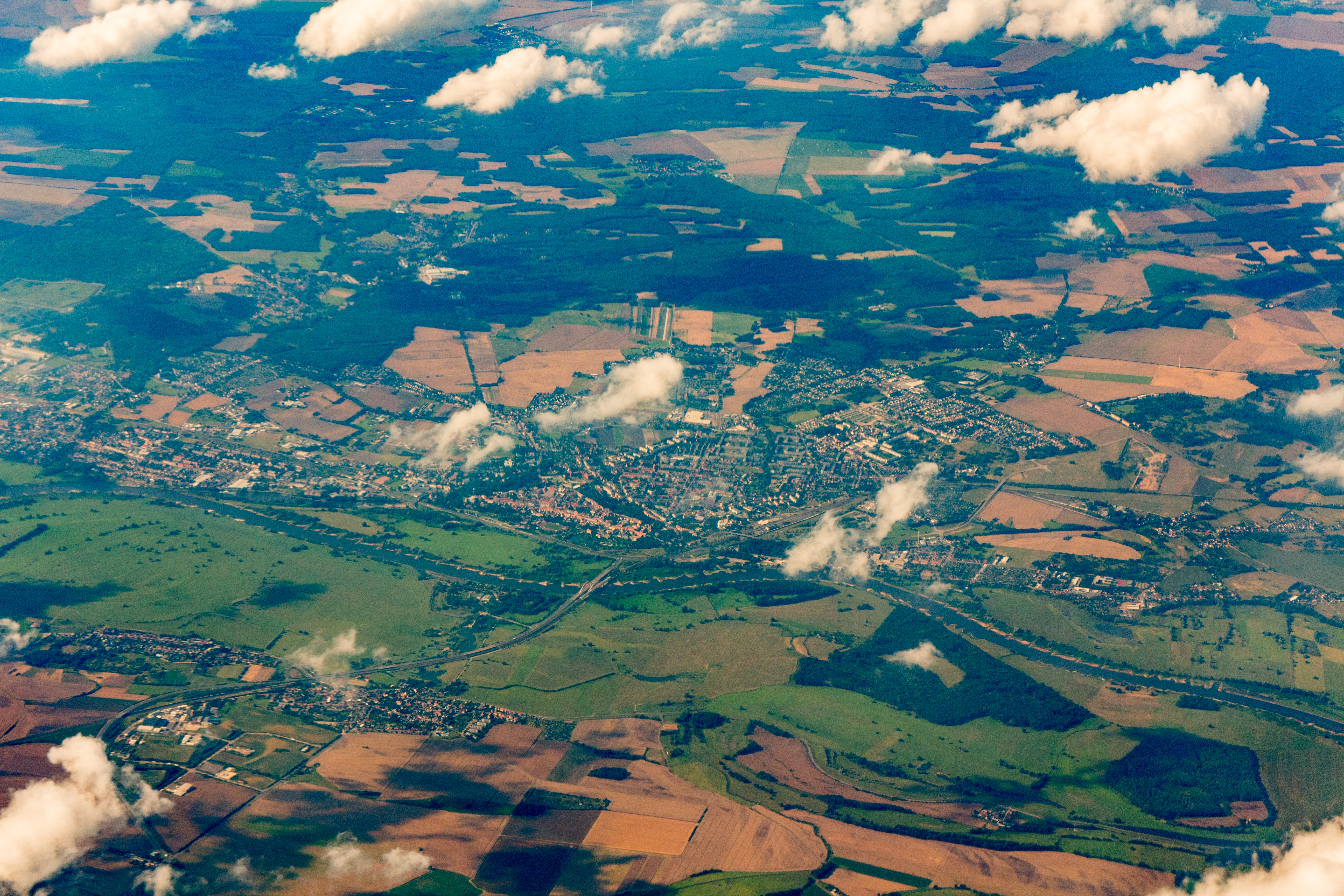
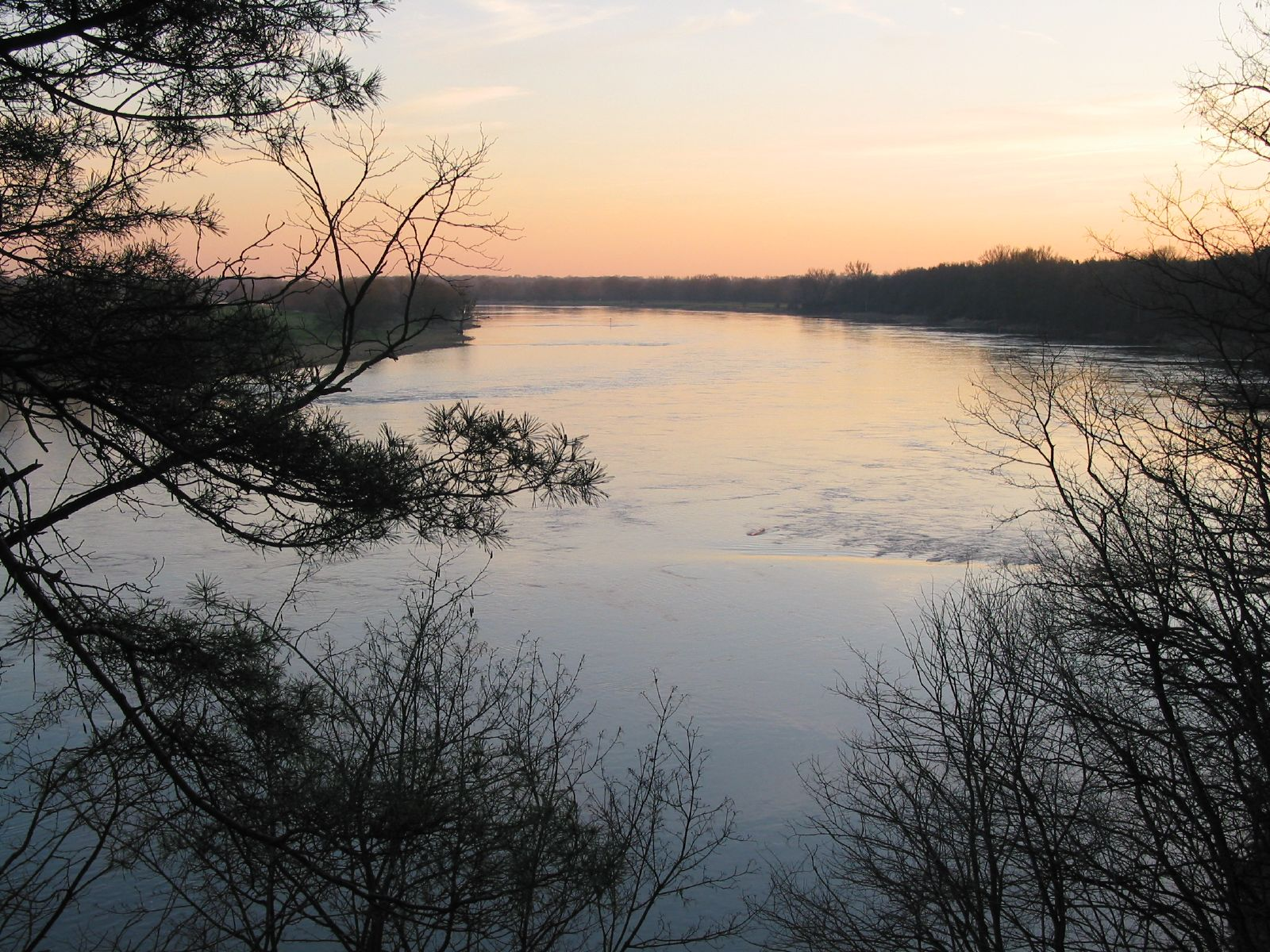
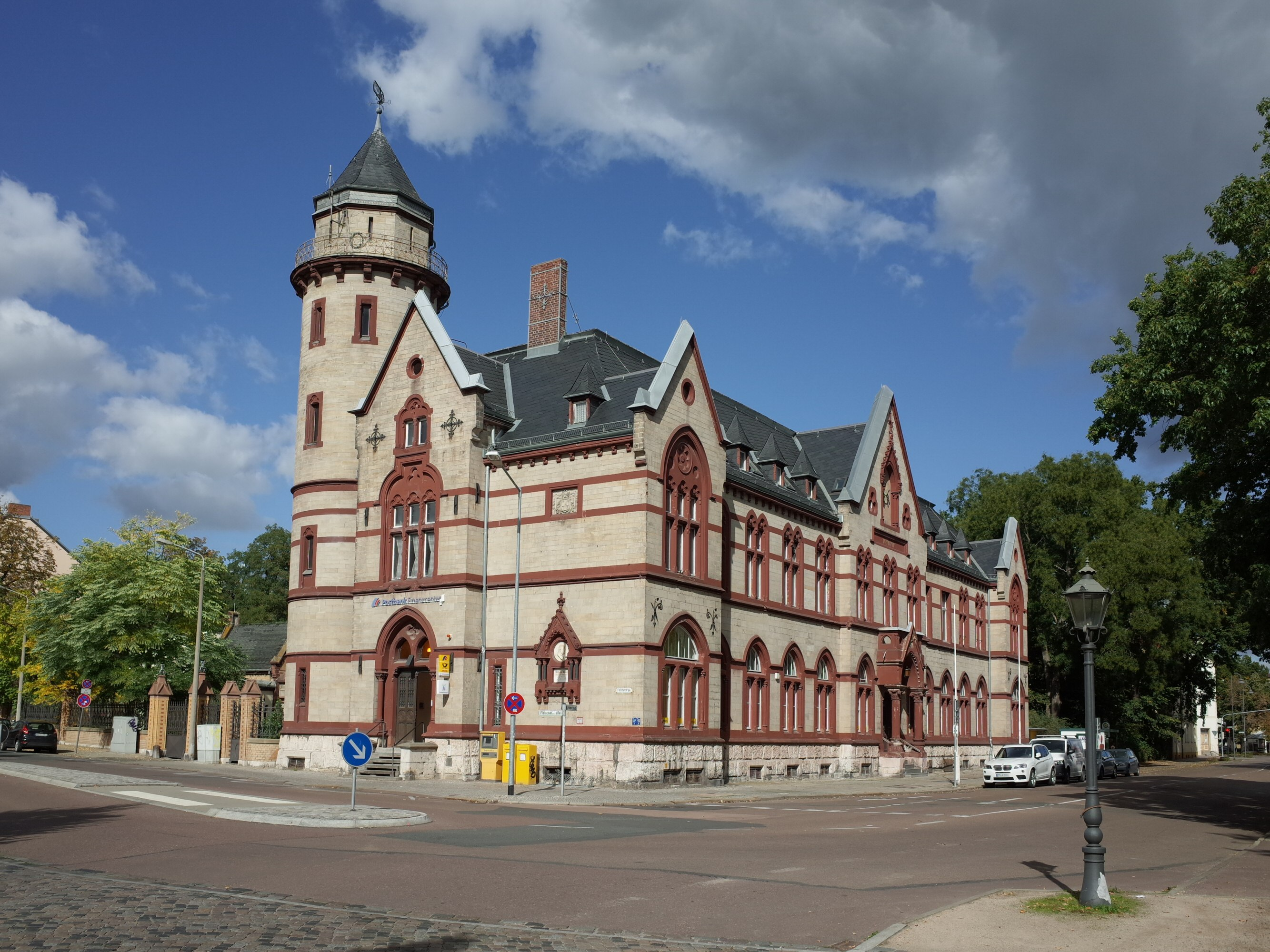
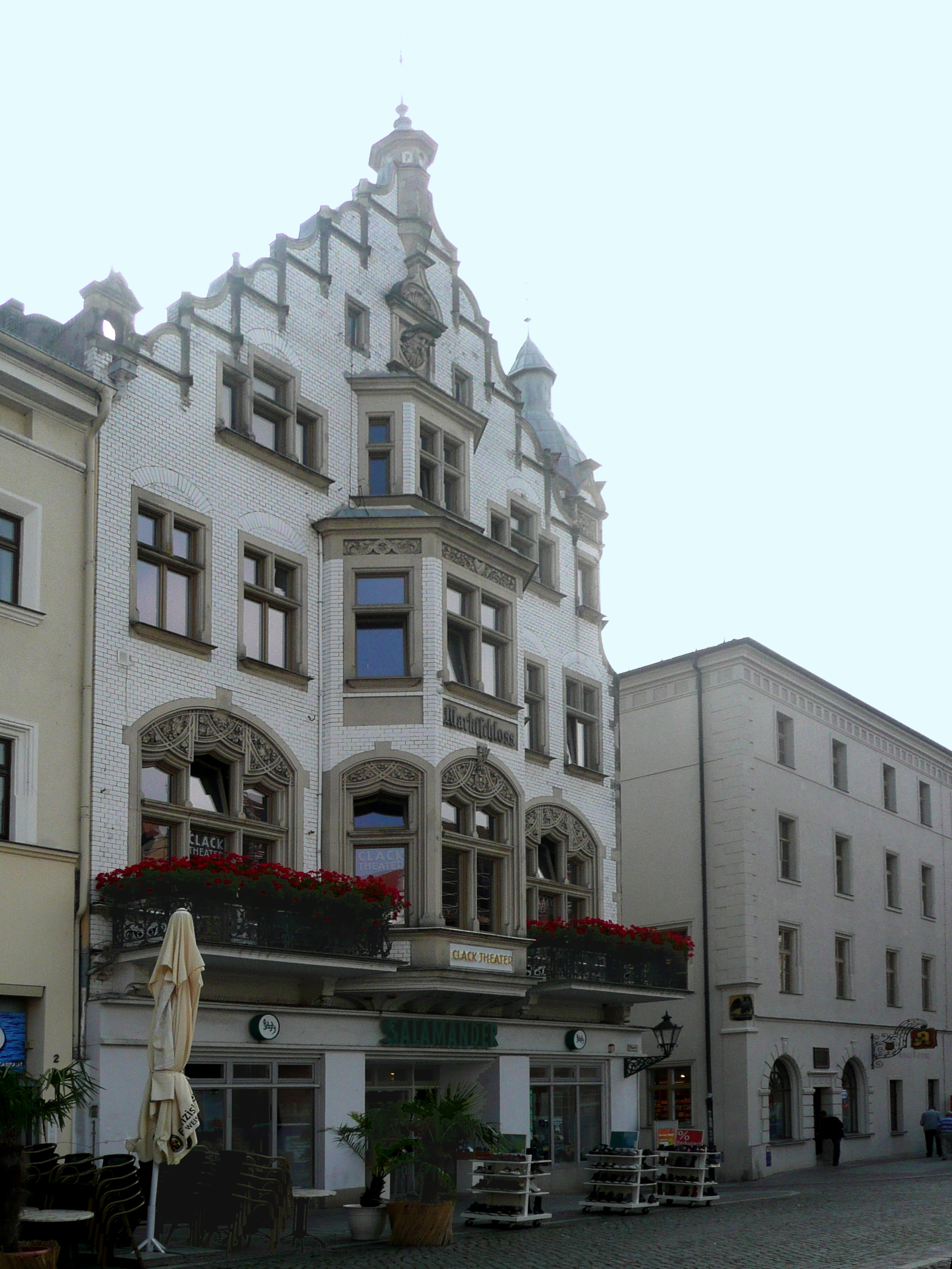